# ウインズ梅田
ウインズ梅田（ウインズうめだ）は、大阪府大阪市北区芝田にある場外勝馬投票券発売所 (WINS) の一つである。

## 交通
- JR大阪駅から徒歩5分
- 阪急電鉄大阪梅田駅、地下鉄御堂筋線梅田駅から徒歩3分
- 競艇の場外施設であるボートピア梅田からは阪急大阪梅田駅を横切るため徒歩10分程度かかる。

## 発売・払戻時間

### 開催日
- 発売
  - 原則として9時20分から
  - 前日発売：17時まで
  - 金曜発売：14時 - 19時（2021年まで）
- 払戻
  - 原則として9時20分から最終レース終了後30分後まで。

### 非開催日
- 払戻（A館のみ）
  - 月曜および火曜の10時-16時

（水曜から金曜は払戻できないが、金曜日については金曜日発売がある当日の14時-19時に限り払戻可能）

## 発売レース・発売単位
- 全レース発売
- 全式別において100円単位

なお、B館の改築期間中は以下の発売制限が行われた。
2008年6月29日まで
- 全レース発売
- 全式別において100円単位

2008年7月5日 - 2009年1月25日※発売制限開始当時
- 関西主場全レース、他場メインレース、前日発売
- 単勝・複勝・3連単は100円単位
- 枠連・ワイド・馬連・馬単・3連複においては1点あたり1,000円以上100円単位（混雑状況により変更あり）

2009年1月31日 - 2009年12月13日
- 関西主場全レース、他場後半4レース（夏季競馬以降は他場5レースに拡大）、前日発売

なお、特定GIが行われる金曜日発売の当日（原則14:00 - 19:00）に発売するレースに限り、全式別100円単位となっていた。
工事期間中に発売レース以外の馬券購入、単勝・複勝・3連単以外で100円単位の購入が必要な場合、電話投票（A-PATや即PATなど）に加入するか、阪神競馬場や京都競馬場、ウインズ難波やウインズ道頓堀などを利用することになる。改築中これらのウインズへの利用を促進するために、B館改装の直前にメンバーズカードが配布され（現在は配布終了）、オッズカードの無料引換や、来場スタンプを集めることでもれなくオリジナルグッズがプレゼント（受け取りは阪神競馬場もしくは京都競馬場に限られる）された。
また、2008年7月19日から全レースでの3連単発売開始以降も、2008年9月7日まで主場後半4レースおよび他場メインレース、前日発売のみの発売となっていたが、2008年9月13日以降は主場全てのレースに緩和された。

## その他施設
2010年4月3日にはエクセルフロア（関西圏では初）と「Gate J.OSAKA」（2008年までは道頓堀橋の近くにあった）がオープンした。
Gate J.OSAKAはA館地下1Fの「ウイナーズフロア」とB館1Fの「ステーブルコーナー」があり、「ウイナーズフロア」では競馬情報の発信基地として、「ステーブルコーナー」では競馬関連グッズなどの販売を行っている。
エクセルフロアはB館6Fで、利用料は通常2,500円。なお特定競走日（特定のG1開催当日）は3,500円。未成年は入場不可。